# Fritz Kraatz
Fritz Kraatz   (Davos, 4 de febrer de 1906 - 15 de gener de 1992) va ser un jugador d'hoquei sobre gel suís que va competir entre la Primera i la Segona Guerra Mundial.
El 1928 va prendre part en els Jocs Olímpics de Sankt Moritz, on guanyà la medalla de bronze en la competició d'hoquei sobre gel.
Amb l'HC Davos, amb qui jugà entre 1921 i 1933, guanyà la lliga suïssa el 1926, 1927, de 1929 a 1933. Amb la selecció suïssa va guanyar la medalla de bronze al Campionat del Món d'hoquei gel de 1930. També guanyà l'or al Campionat d'Europa de 1926 i el bronze al de 1925.
Entre 1947 i 1948 i entre 1951 i 1954 fou president de la Federació Internacional d'Hoquei sobre gel.